# Eksempel
Eksempel (lat. zgled, primera, ponazoritev) je kratka pripoved z negativnim ali pozitivnim zgledom iz človeškega obnašanja za ponazoritev moralnega ali dogmatičnega nauka po obrazcu: tako kakor kaže ta zgodbica, se je treba (se ni treba) obnašati. 

## Razvoj eksempla
Razširjen že v antiki, zlasti v sodnih govorih, v srednjem veku, za časa protestantizma, reformacije in zlasti v  baroku se je razcvetel v pridigah/homilijah. Druga vrsta nabožnih besedil, v katerih se eksempel pojavlja, so poljudna življenja svetnikov in vzgojno pripovedni spisi. Janez Svetokriški eksemple izrecno imenuje historije/zgodbe. 
Primer:
Janez Svetokriški: Pridige  (Eksemplni – historije)
Žene so mačke nature. Mačka, kadar jo gladiš inu krotku pruti nji govoriš, ona se pruti tebi gladi inu krotka izkaže; aku pak začneš proti nji šrajat inu jo ščipat, začne tebe praskat inu od tebe bejžat. Ravno le-tu od tvoje žene se maš troštat, zakaj. Ostre inu hude besede ostre inu hude besede prneso, dobre pa kinu sladke besede dobro inu krotko ženo store. 
Qualis vox, talis echo.